# Инцел
Инцел (на английски: Incel; от „involuntary celibate“ – „нежелателно безбрачие“, „недоброволно безбрачен“) е термин свързан с онлайн субкултура от хора (предимно хетеросексуални мъже), които твърдят, че не могат да открият романтичен или сексуален партньор за себе си, въпреки че желаят да имат такъв. Терминът води началото си от 1997 година, но придобива широка популярност след 2010 година.
Субкултурата често се характеризира с дълбока неудовлетвореност, омраза, враждебност, сексуално обективизиране, мизогиния, мизантропия, самосъжаление, самоомраза и чувство на загуба на нещо, което им принадлежи по право – в случая сексуалните контакти. С течение на времето групата започва да се характеризира с екстремизъм и тероризъм като след 2014 година преди всичко в Северна Америка се появяват значителен на брой случаи на масови убийства и други актове на агресия извършени от хора, които се идентифицират като инцели. Оценките за общия размер на субкултурата варират значително – от хиляди до стотици хиляди индивиди.
Съществуват и множество доказателства за съществуването и на женски вариант на тази онлайн субкултура наречена фемцел (на английски: femcel) като основната разлика е че при жените агресията често е насочена навътре към самите тях, а не навън както е при мъжете.